# Калачевський Денис Анатолійович
Денис Анатолійович Калачевський (16 січня 1980) — український спортсмен з настільного тенісу. Чемпіон України. Гравець збірної України. Майстер спорту України.

## Життєпис
Народився 16 січня 1980 року в Дніпрі.
Настільним тенісом почав займатись в 14 років у тренера Сергія Коркіна.
2003 року виграв Чемпіонат України у змішаній парі з Оленою Ковтун. 2005-го в парі з Тетяною Біленко виграв турнір найсильніших тенісистів України. 2007 року став абсолютним Чемпіоном Європи серед поліцейських, вигравши індивідуальні, парні та командні змагання.
У січні та лютому 2015 року займав першу сходинку в рейтингу ФНТУ. 2015 року вийшов до півфіналу Luxembourg Open. 2016 виходив до чвертьфіналу на ITTF World Tour Belarus Open та Luxembourg Open. 2018 року став срібним призером Чемпіонату України. Того ж року їздив у складі збірної України до Гальмстаду на Командний чемпіонат світу.
Виступав за збірну України протягом 2005—2006  та 2018-го.
Займається громадською роботою з популяризації настільного тенісу, разом з Дмитро Писарем є ініціатором створення спортивної медіа-групи на Фейсбуці «Калачевський-Писар».

## Клубна кар'єра
Виступав в клубних чемпіонатах України, Туреччині, Росії, Іспанії, Франції, Швеції. З 2013 по 2018 рік грав за клуб «Фортуна» (Київ), з яким двічі вигравав Суперлігу України.